# 八达岭
八达岭是位于北京市延庆区内临近居庸关的一个山峰，最高点1,015米。地处于北京西北。

## 历史
八达岭最著名的是它的长城。它是中国开放最早的一段长城，也是至今为止保护最好，最著名的一段明代长城。其可行部分全长3,741米。它建于1504年，关城有东西二门，东门额题“居庸外镇”，刻于嘉靖十八年（1539年）；西门额题“北门锁钥”，刻于万历十年（1582年）。
萬里長城八達嶺段建於1505年（明朝弘治十八年），東窄西寬，有東西二門，南北兩面各開一豁口，接連關城城牆，臺上四周有磚砌垛口。城牆頂部地面鋪縵方磚，嵌縫密實。內側為宇牆，外側為垛牆，垛牆上方有垛口，下方有射洞。城牆高低寬窄不一，平均高7米多，有些地段高達14米。牆基平均寬6.5米，頂寬5米多，可容五馬並馳或十人並進。

## 内部交通

### 地面缆车
八达岭地面缆车线路全长700米，下站始于詹天佑纪念馆对面，上站至南四楼。

## 八达岭长城图片

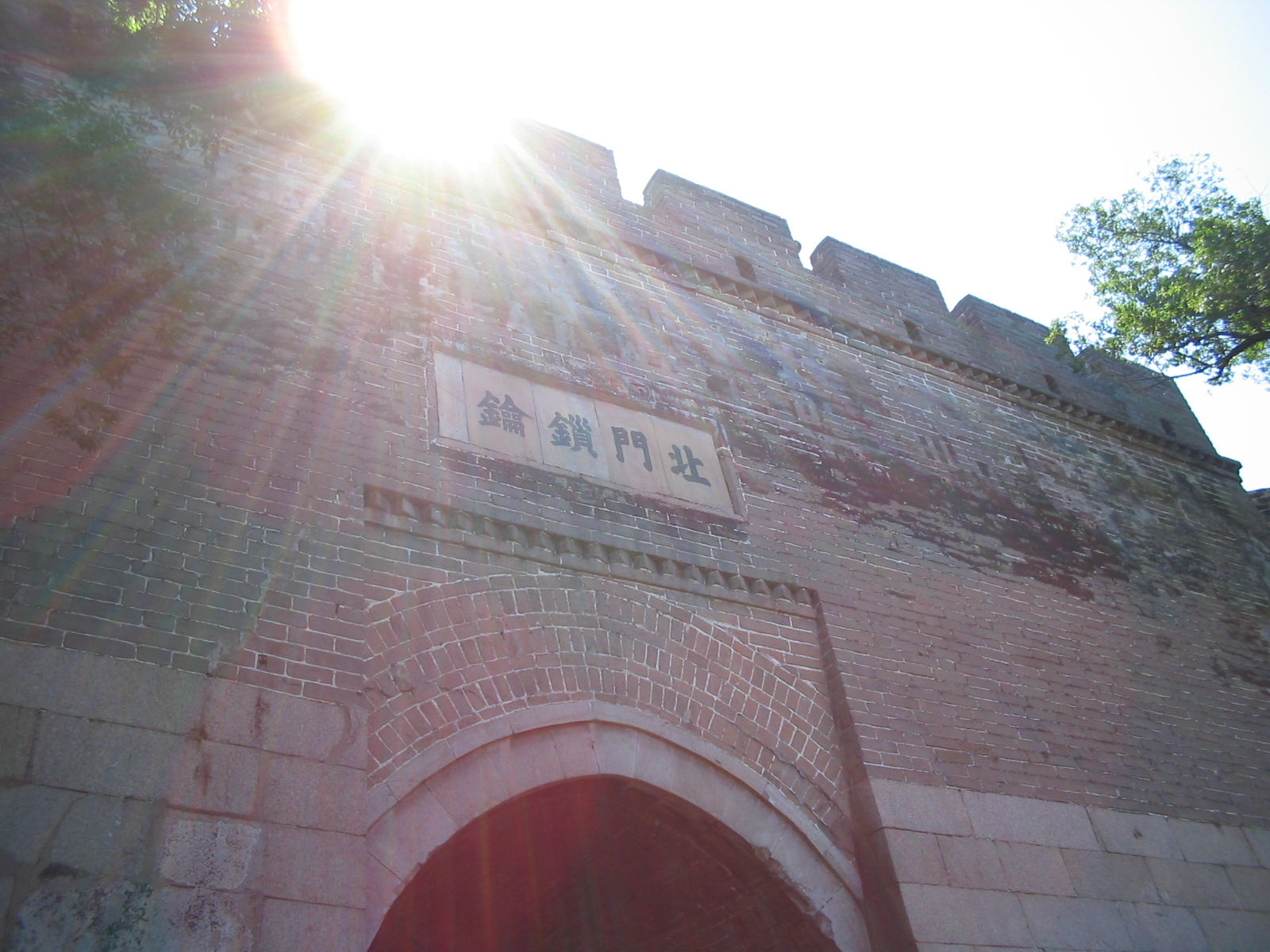
北门锁钥
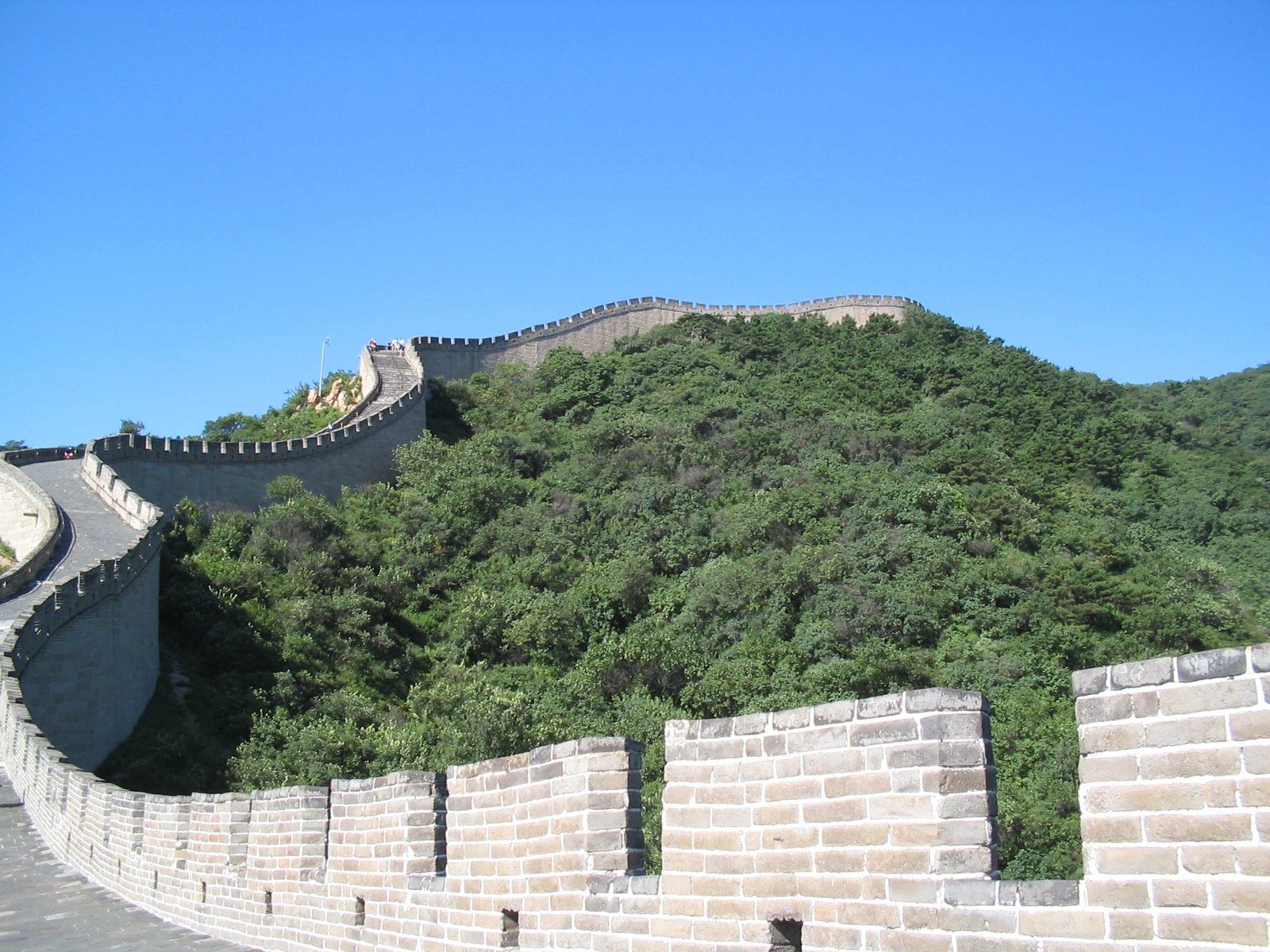
陡峭的城墙